# Yonca Evcimik

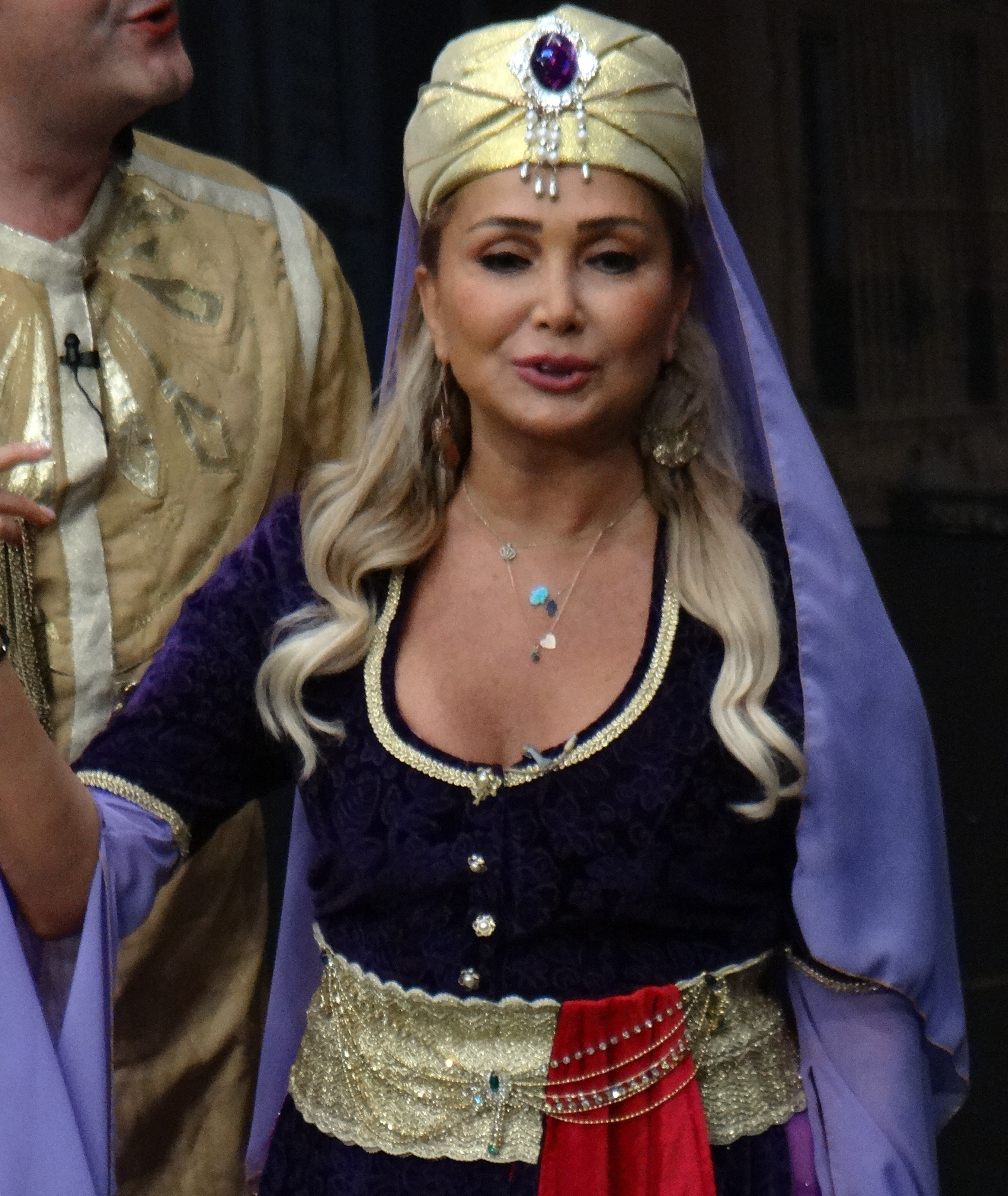
Yonca Evcimik (2017)

Yonca Evcimik (* 16. September 1963 in Istanbul) ist eine türkische Popmusikerin und Schauspielerin, die in den 1990ern zur erfolgreichen Popmusikerin in der Türkei aufstieg.

## Leben
Yonca Evcimik ist Absolventin der Ballettabteilung des Staatskonservatoriums der Mimar-Sinan-Universität. Zwischen den Jahren 1978 und 1990 arbeitete sie nur als Musicaldarstellerin und Theaterschauspielerin.

## Karriere
Im Jahr 1988 nahm sie mit der Grup 88 an der türkischen Vorentscheidung zum Eurovision Song Contest 1988 mit dem Song Fazla Vaktim Yok teil.
Während der 1990er beherrschte sie die türkische Popmusik und die türkischen Musikcharts. Ihr 1991 veröffentlichtes Debütalbum Abone verkaufte sich 2,8 Mio. Mal und verschaffte ihr den musikalischen Durchbruch; das Album ist bis heute auch das erfolgreichste Debütalbum einer Sängerin in der Türkei. 1994 wurde 8:15 Vapuru als die erste Single in der Türkei auf den Markt gebracht. Im selben Jahr brachte sie ihr drittes Studioalbum Yonca Evcimik ’94 auf den türkischen Markt. Dieses Album verkaufte sich 1.900.000 Mal und zählt als ihr zweiterfolgreichstes Studioalbum. Vor allem der Song Bandıra Bandıra wurde sehr bekannt.
Die Sängerin machte sich mit weiteren Hits wie Kendine Gel, Tatlı Kaçık, Günaha Davet oder Sallayalım Dünyayı auf sich aufmerksam.
Sie spielte anschließend die Hauptrolle Bediş in der erfolgreichen türkischen Serie Çılgın Bediş (1996), außerdem spielte sie auch in der türkischen Serie Selena (2006) mit.
Ihre Single Tweetine Bandım, welche für das soziale Netzwerk Twitter in der Türkei geworben hatte, veröffentlichte sie im Juli 2010.
Zu ihrem 20-jährigen Bühnenbestehen, als Sängerin, veröffentlichte sie ihre erste Kompilation im März 2012, welche 5'i 1 Yerde heißt. Die Kompilation kommt als Boxset und enthält ihre ersten drei Studioalben Abone, Kendine Gel, Yonca Evcimik ‘94, sowie ihre Single Yaşasın Kötülük und ihr Remixalbum The Best Of Yoncimix Remixes. In der Kompilation gab es allerdings einen Unterschied zur Yonca Evcimik ‘94 CD, da der Titel 8:15 Vapuru die originale Version beinhaltet und nicht die Remix-Version.
Im September 2012 veröffentlichte sie die Single Yallah Sevgilim.

### Tierschutz
Sie engagiert sich seit 2010, mit vielen anderen Künstlern in der Türkei, für den Tierschutz in der Türkei. Vor allem für Hunde setzt sie sich ein. Dazu traf sie sich sogar mit dem Minister Präsidenten der Türkei vor laufender Kamera. Im Juni 2011 veröffentlichte sie mit einer Vielzahl an Sängern und Schauspielern die Single Seni Hâlâ Seviyorum (dt. „Ich liebe dich immer noch“). Dazu wurde ein Musikvideo mit allen aufgenommen und es befasst sich mit dem Thema Tiere, im Musikvideo wird häufig ein Hund gezeigt, aber auch Katzen. Die Produktion selbst kam auch von Yonca.

## Diskografie

### Alben
- 1991: Abone
- 1992: Kendine Gel
- 1994: Yonca Evcimik '94
- 1995: I'm Hot For You
- 1998: Günaha Davet
- 2001: Herkes Baksın Dalgasına
- 2008: Şöhret
- 2014: 15.

### Kompilationen
- 2002: The Best Of Yoncimix
- 2012: 5'i 1 Yerde

### EPs
- 2004: Aşka Hazır
- 2017: Ortaya Karışık

### Singles
| - 1988: Fazla Vaktim Yok (mit Grup 88) - 1991: Abone - 1991: Taksit Taksit - 1991: Yalancı Bahar (Original: Earth, Wind and Fire – Fantasy) - 1991: Cesaretim Yok - 1991: Şok - 1991: Sonbaharda Geleceğim - 1991: Yaktın Beni - 1991: Çok Canlar Yaktım - 1993: Kendine Gel - 1993: Henüz Çok Gencim - 1993: Haberin Olsun - 1993: Karambol - 1993: Durum Kötü - 1993: Çok Âlemsin - 1994: 8:15 Vapuru (Original: Naomi Chiaki - Rouge ; Cameoauftritt von İzel & Seden Gürel) - 1994: Bandıra Bandıra (produziert von Mustafa Sandal) - 1994: Tükendik - 1994: Gel Gel - 1994: Anne - 1994: Boomerang - 1995: I'm Hot For You - 1995: Boza - 1995: Sallan Yuvarlan - 1995: Dokunuver | - 1996: Çılgın Bediş - 1997: Yaşasın Kötülük - 1998: Tatlı Kaçık (Original: Pascale Machaalani – Baladina) - 1998: Günaha Davet - 1998: Vurula Vurula - 1998: Şeker Şeyler - 2001: Sexy - 2004: Sallayalım Dünyayı - 2004: Aşkım (Original: Umm Kulthum – Enta Omri) - 2005: Oldu Gözlerim Doldu - 2006: Gözyaşı (mit Sirhot) - 2008: Çapkın Kız (Original: Marie Laforêt – Mon amour, mon ami) - 2010: Tweetine Bandım - 2012: Yallah Sevgilim (Original: Feruza Jumaniyozova – Yalla Habibi) - 2014: Burası İstanbul - 2014: Sana Ne - 2015: Çok Mu Zor (mit Okay Barış) - 2016: Aha! - 2017: Kendine Gel (mit İrem Derici & Gökçe) - 2017: Son Kalan Aşk - 2019: Karga Burga'nın Şarkısı - 2020: Ayıp Şeyler - 2021: Günaha Davet 2021 - 2022: Başkasın Sen - 2022: Vurula Vurula |

Quelle:

### Gastauftritte
- 2002: Kırmızı Kart (von Faruk K – Hintergrundstimme)
- 2010: Bir Sevgili Bulamadım (von Yeliz – Hintergrundstimme)
- 2015: Hayat İki Bilet (von Deniz Seki – im Musikvideo)
- 2020: Sev Kardeşim - Can Hatipoğlu Remix (von Şenay - im Musikvideo)

## Filmografie

### Filmografie (Auswahl)
- 1981: Hababam Sınıfı Güle Güle
- 1984: Kızlar Sınıfı
- 1995: Bay E
- 1996: Çılgın Bediş (Fernsehserie)
- 2006: Selena (Fernsehserie)
- 2006: Acemi Cadı
- 2010: Sen Harikasın (Fernsehserie)
- 2016: Hayatimin Aski (Fernsehserie)

### Theater
| Jahr | Name                                                               | Anmerkung   |
| ---- | ------------------------------------------------------------------ | ----------- |
| 1979 | Yedi Kocalı Hürmüz                                                 | Musical     |
| 1980 | Hisseli Harikalar Kumpanyası                                       | Aufführung  |
| 1981 | Hababam Sınıfı                                                     | Musical     |
| 1982 | Şen Sazın Bülbülleri                                               | Aufführung  |
| 1982 | Sait Hop Sait                                                      | Aufführung  |
| 1983 | Neşeli Kuklalar                                                    | Aufführung  |
| 1983 | Ajda Pekkan Süperstar                                              | Musical     |
| 1984 | Mutluluk Sirki                                                     | Musical     |
| 1984 | Carmen                                                             | Musical     |
| 1984 | Nükhet Duru ve On Yıl Geçti                                        | Musical     |
| 1984 | Elma Kabare                                                        | Aufführung  |
| 1984 | Devekuşu Kabare (Yasaklar, Aşk Olsun, Geceler, Reklamlar, Deliler) | Aufführung  |
| 2011 | Yeliz Kabere Show                                                  | Regisseurin |

## Auszeichnungen
- 1999: Kral Türkiye Müzik Award in der Kategorie Beste Pop-Musikerin